# Четыре копейки
Четыре копейки (разг. двухгрошевик) — редкий номинал монет Российской империи. Двухгрошевик чеканили из двухкопеечной монеты всего два раза: первый — в 1762 году при Петре III, второй — в 1796 году при Екатерине II.
4 копейки 1762 года были пущены в обращение, однако впоследствии были изъяты и перечеканены обратно в монету достоинством 2 копейки.
Четыре копейки 1796 года не были пущены в обращение. Екатерина II планировала пустить их в обращение в 1797 году, но взошедший на престол в конце 1796 года Павел I отменил это решение. Монеты были перечеканены в 2 копейки с использованием штемпелей с вензелем Екатерины II с датой до 1796 года сохранившимися и новорезанными (Павловский перечекан).

## История
4 копейки первого выпуска чеканили из меди, их вес составлял 20,48 г, в диаметре они были 33 мм, имели сетчатый гурт. На реверсе монеты изображались военная арматура и барабан, на аверсе — Георгий Победоносец, поражающий копьём змия.
Двухгрошевик второго выпуска был также выполнен из меди, вес его уменьшился на 3 грамма. Диаметр составлял 33 мм. Изменился гурт монеты, теперь он стал рубчатым. На реверсе изображён номинал и год чеканки, на аверсе — вензель Екатерины II с короной вверху.
Некоторые монеты чеканились в Сестрорецке, другие — в Екатеринбурге. Часть этих монет была переплавленными копейками, грошами и гривенниками более ранних выпусков.

## Галерея
- 4 копейки 1762 год, виден след перечекана
- 4 копейки, Екатерина II, 1796 год